# 让·福卡

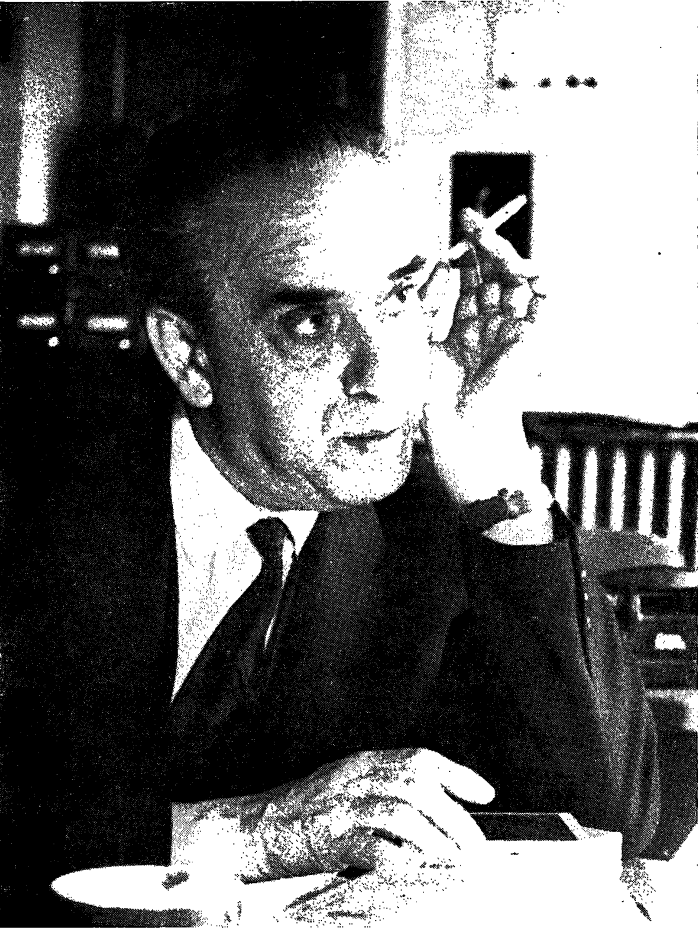
让·福卡

让-亨利·福卡（法語：Jean-Henri Focas，1909年7月20日—1969年1月3日）希腊语名伊奥尼斯·E·福卡（希臘語：Ιωάννης Ε. Φωκάς），希腊裔法国天文学家。他曾在日中峰(Pic du Midi)天文台使用视觉和摄影技术研究火星表面特征。
月球和火星上各有一座撞击坑以他的名字命名。